# Allie X
Pour les articles homonymes, voir X et Hughes.
Ne pas confondre avec Alix.
Alexandra Ashley Hughes, dite Allie X (prononcé [ali ɛks] en anglais), est une auteure-compositrice-interprète, musicienne, productrice et actrice canadienne, née le 31 juillet 1985 à Oakville en Ontario.
Grandissant principalement entre Oakville et Toronto, elle développe très tôt un intérêt pour le piano classique, l’opéra et la comédie musicale. Étudiante en écoles d’arts, elle fréquente l’université Sheridan d’Oakville et le Centre des arts d'Interlochen (en), dans le Michigan, où elle obtient finalement son diplôme. Elle lance ensuite sa carrière vers le milieu des années 2000, se produisant au sein de différents bars et discothèques torontois, tout en distribuant et éditant elle-même ses propres albums. Très vite remarquée, elle effectue par la suite de multiples apparitions télévisées par le biais de séries et émissions de variétés, telles que How Do You Solve a Problem Like Maria? ou encore Ma vie de star. En juillet 2013, Allie décide de partir s’installer aux États-Unis, et plus précisément à Los Angeles, de manière à pouvoir mieux se concentrer sur son travail en tant qu’artiste solo. Elle fait la connaissance de divers musiciens et producteurs, dont notamment Cirkut et Billboard, puis réussît à décrocher un contrat avec les labels Universal Music et Sleepless Records.
Son premier single, Catch, sort en février 2014. Il est immédiatement remarqué par Jamieson Cox, rédacteur pour le magazine Time, puis attire l’attention de la chanteuse américaine Katy Perry, qui n’hésitent pas à en faire l’éloge et permettent à Allie de jouir d’une notoriété croissante sur Internet. Deux autres singles, Prime et Bitch, sont ensuite dévoilés. Son premier maxi, intitulé CollXtion I, est distribué en avril 2015. Fort de son succès critique, Allie planifie une série de concerts promotionnels en Amérique du Nord et une base de fans commence à se dresser progressivement. En fin d’année 2015, une réédition du maxi est commercialisée en parallèle avec une énième parution de Catch, cette fois-ci sous forme de mini-album incorporant un nouveau single et titre bonus, Never Enough.
À partir de mai 2016, Allie propose de faire découvrir une ribambelle de chansons inédites et de maquettes inachevées à son public, ayant pour objectif de recevoir un maximum d’avis afin de savoir ce qui pourrait être le plus à même de constituer un futur projet. Un troisième maxi baptisé Ʉnsolved et rassemblant la plupart de ces morceaux inédits, dont les singles Too Much to Dream, All the Rage et That’s So Us, paraît quelques mois plus tard. En février 2017, la chanteuse annonce contre toute attente la sortie prochaine de son premier album studio, CollXtion II, prévu pour juin. Le premier single choisi pour prophétiser cet opus, Paper Love, est publié en avril. En outre, une tournée nord-américaine et européenne est organisée pour l'événement.
Influencée entre autres par Björk, Grimes, Kate Bush et Lady Gaga, Allie X est identifiable au moyen de ses nombreuses apparitions publiques imbibées par le côté excentrique du théâtre, une tendance qui se traduit par son sens de la mode ou à travers ses performances scéniques et ses vidéoclips. En tant que compositrice, elle porte aide à divers artistes au cours de leurs carrières, tels que Troye Sivan, Seohyun et Lea Michele, pour leur assurer l’écriture d’une ou plusieurs chansons, sans compter le fait qu’elle participe ouvertement à l’arrangement vocal d’une multitude de pièces musicales liées à l’industrie du cinéma. En 2016, la publication éditoriale en ligne Billboard la positionne au treizième rang de son classement hebdomadaire Next Big Sound, rassemblant les artistes en vogue les plus à même de gagner une certaine popularité en un temps record. Un an plus tard, le magazine Out la place en évidence dans sa longue liste des « cinquante artistes féminines les plus influentes de l’époque ».

## Biographie
Alexandra Ashley Hughes, est née le 31 juillet 1985 à Oakville, dans la province de l’Ontario, au Canada,. Elle est issue d’une famille possédant des origines britanniques proéminentes,.
Pendant son cursus scolaire, elle fréquente l’école des arts Etobicoke de Toronto. Puis, elle est reçue au Centre des arts d'Interlochen (en), dans l’État du Michigan aux États-Unis, où elle étudie fondamentalement le piano classique établi sur la voix, tout en s’intéressant de près au monde de la comédie musicale le temps d’un programme orchestré par l’Université Sheridan (en) d’Oakville qui, à terme, lui délivre son diplôme. Elle est également sollicitée pour participer à un programme éducatif du Centre national des Arts d’Ottawa destiné aux jeunes artistes.
Pendant sa période d’apprentissage, elle raconte avoir appris seule à utiliser une palette de logiciels musicaux, dont Ableton Live, estimant que les « connaissances préliminaires d’un programme informatique sont très importantes pour les artistes féminines de notre époque, qui sont souvent considérées comme n’étant qu’une simple voix »,.

### Débuts de carrière (2006–2012)
| Portrait de Christopher Bartos, Allie X, Jeff Morrow et Todor Kobakov |

C'est au milieu des années 2000 qu'Alexandra lance sa carrière en se produisant dans des bars et discothèques de Toronto, en compagne d’un groupe de musiciens locaux, et sous le nom de scène d’Allie Hughes. Inspirée essentiellement par l’indie pop, le baroque et le jazz, elle compose et enregistre un florilège de morceaux qui seront rassemblés dans Waiting for the Prize, un premier album studio produit et distribué de manière totalement indépendante en 2006. Deux ans plus tard, Allie est plébiscitée pour faire une courte apparition dans la série télévisée canadienne Ma vie de star, avant de participer à l’édition nationale du télé-crochet britannique How Do You Solve a Problem Like Maria? (en), visant à débusquer une comédienne pour interpréter le rôle de Maria von Trapp dans la reprise annuelle de La Mélodie du bonheur par Andrew Lloyd Webber et David Mirvish, jouée au Théâtre de la Princesse de Galles (en) à Toronto. Au moment des auditions, elle improvise la chanson It's Oh So Quiet au lieu d’interpréter le classique My Favorite Things, comme convenu. Malheureusement, elle se voit être éliminée de la course au bout de quatre épisodes. Désillusionnée à la suite de cette expérience « traumatisante et palpitante » à la fois, Allie ne baisse pas les bras et se résout à faire paraître un second opus, Ladies and Gentlemen, toujours sous sa patte indépendante. En 2009, elle est choisie pour figurer dans un épisode des Vies rêvées d'Erica Strange et retente sa chance dans un autre télé-crochet, Triple Sensation (en), où elle sera encore une fois rétrogradée au cours de la deuxième saison. Elle parvient ultérieurement à décrocher un rôle dans une nouvelle mise en scène de la comédie musicale The Boys in the Photograph (en) par Webber et Ben Elton. L’année suivante, son premier maxi éponyme voit le jour. Plusieurs exemplaires de cet essai sont même vendus durant certaines de ses représentations en direct, alors réputées pour détenir une cadence relativement théâtrale. Ses talents de compositrice sont promptement décelés pour être ensuite exploités dans le milieu du cinéma et du petit écran. En effet, trois morceaux, dont un ayant pour titre Not the Stars, sont sélectionnés pour être estampillés à travers différents supports, tels que les séries télévisées Rookie Blue et Saving Hope, mais également le long métrage Love Me de Rick Bota.

### Introduction avecCollXtion I(2013–2015)
En juillet 2013, Allie choisit de quitter sa terre natale afin de partir s’installer à Los Angeles, aux États-Unis, de manière à pouvoir rester concentrée sur ses divers projets en tant qu’auteure-compositrice-interprète. Par la même occasion, elle abandonne la dernière partie du nom de scène dont elle s’était précédemment affublé : Allie X Andra. Devenue tout simplement Allie X, elle est hâtivement approchée par de nombreux musiciens et producteurs locaux, dont notamment Henry Walter et Mathieu Jomphe-Lepine, mieux connus sous les pseudonymes professionnels de Cirkut et Billboard, respectivement.

### ProjetɄnsolvedet lancement deCollXtion II(depuis 2016)
Vers le milieu du mois de février 2017, Allie X commence à émettre des messages sur toutes les plateformes numériques de type réseaux sociaux, pour mieux anticiper une quelconque annonce imminente. Elle ne communique alors qu’une seule date, le 23 février, et demande à son public de se rendre sur son site officiel afin de connaître la nature de cette déclaration. Trois jours plus tôt, une mystérieuse ligne téléphonique d’assistance est créée. Disponible uniquement en Amérique du Nord, elle permettait aux interlocuteurs d’obtenir un accès direct à des extraits de quatre nouvelles chansons. Ce fameux 23 février, la pochette de son premier album studio, CollXtion II, accompagnée de sa date de sortie fixée au 9 juin et de sa liste des pistes, sont finalement dévoilés. Le lendemain, Casanova sort en tant que single promotionnel rattaché à la pré-commande de l’opus et pour la première fois sous la forme de son mixage finalisé depuis la parution antérieure de sa version acoustique. Simultanément, la chanteuse annonce qu’elle prévoit de partir en tournée aux États-Unis, au Canada et au Royaume-Uni. En réponse à des demandes abondantes de la part du public, deux nouvelles dates en Italie et en France seront plus tard communiquées.
Le premier single extrait de l’album, Paper Love, est rendu disponible le 28 avril 2017 sur toutes les plateformes de téléchargement légal.

## Influences et image publique
| Björk, interprétant une chanson sur scène. · Lady Gaga, interprétant une chanson sur scène. |

Allie X a été influencée par des musiciens et groupes aussi classiques que contemporains tels que ABBA, Arthur Russell, Björk,, Frédéric Chopin, Giorgio Moroder, Grimes, Janelle Monáe, Jens Lekman, Marina and the Diamonds, Mark Mothersbaugh, Max Martin, Nina Hagen, Petula Clark, Rufus Wainwright, Sia Furler, The Ark, Tom Petty et Wendy Carlos, ainsi que par certaines icônes pop comme Annie Lennox, Céline Dion, Cyndi Lauper, David Bowie, Kate Bush, Madonna, Lady Gaga,, Mariah Carey, Stevie Nicks et Whitney Houston. De plus, elle n’hésite pas à mentionner qu’Haruki Murakami,, dont les romans 1Q84 et Kafka sur le rivage lui sont chers, Brian De Palma, Sylvia Plath, Roman Polanski et Stanley Kubrick l’inspire prodigieusement. Aussi, elle mentionne que Carl Gustav Jung et son concept de psychologie analytique de l’« ombre » ont énormément influencé sa personne et son œuvre, dans le sens le plus large du terme. Le « X » contenu dans son pseudonyme représenterait la variable inconnue en algèbre,. À ce propos, elle argumente :

« En mathématiques, X peut définir n’importe quelle variable. C’est une quantité inconnue. Une fois résolue, elle n’est plus X. Avec ce concept en tête, X est devenu l’identité que j’ai choisi d’incarner le temps de ce voyage intérieur à la découverte de moi-même. C’est exactement le genre de courant auquel j’essaie d’initier la sphère publique. Si jamais je parvenais à trouver ce que je cherche réellement, ou même que j’arrive à élucider l’équation, s’il y en a bien une, alors je ne serais plus Allie X,. »

Fréquemment décrite comme étant « opératique » et « planante », Allie possède la tessiture d’une soprano. La structure de sa musique, régulièrement comparée à celle de la chanteuse britannique Ellie Goulding mais également du groupe écossais Chvrches et du duo suédois The Knife,, est inspirée de la pop des années 1980 et de la new wave des années 1990. Shelby Clark Petkus de PrideSource (en) évoque que « l’interposition de rythmes pop éthériques et de métaphores littérales plus gothiques » est une des caractéristiques les plus éminentes chez Allie X. Dans l'édition du mois de juillet 2016 d’un article du magazine en ligne 1883, elle déclare que les albums A Night at the Opera de Queen, Purple Rain de Prince et The Immaculate Collection de Madonna sont ses préférés. Gratifiée d’un univers visuel très sophistiqué et symbolique, elle modélise son œuvre comme étant « presque dramatique », à la manière d’un « film Disney allant crescendo », ajoutant que sa source textuelle de création a toujours été « un peu morbide ». Pour mieux comprendre sa vision des choses, elle choisit d’opposer l'écriture des chansons à une « expérience scientifique » pour laquelle « on réunit les cerveaux de deux individus l’espace de quelques heures, avant d’observer tout ce qui peut se produire ensuite ». En plus d’être inéluctablement inspirés par son penchant pour la médecine, la psychologie et le macabre, la plupart de ses projets disposent d’une parcelle multimédia singulière et reconnaissable grâce aux séries de GIFs joués en boucle dans ses vidéos postées sur YouTube. D’après Seth Plattner du magazine Elle, Allie X est une artiste qui doit faire face à une certaine notion dichotomique, expliquant qu’elle est « tout à fait capable de disparaître facilement de l’environnement public, tout en se montrant impatiente de sculpter un espace dédié à ses fans dans sa vie artistique en plein essor ».
Allie X a confié que le sens de la mode est quelque chose d’important pour elle. Lors d’une entrevue pour la publication éditoriale en ligne Racked en août 2016, elle décrit son propre style comme un savant mélange pouvant être mieux qualifié par les termes « Harajuku, mormon, Salem et gothique »,. Elle cite les labels et stylistes Comme des Garçons, Vivienne Westwood et Simon Porte Jacquemus comme étant ses favoris. En outre, elle fait souvent appel à l’artiste visuelle mexicaine Renata Morales (en), qui lui porte conseil sur le choix de sa garde-robe lorsqu’elle est en tournée et lui confectionne des pièces sur-mesure. Allie X est également connue pour arborer presque constamment une paire de lunettes de soleil, instrument qu’elle perçoit comme un « reflet symbolique de l’anonymat qui ressurgit lorsqu’on devient X ».
Allie X est une personnalité soutenant activement les droits des femmes et les droits LGBT,, stipulant qu’elle écrit habituellement ses chansons tout en pensant aux jeunes auditeurs issus de la communauté LGBT qu’elle a rencontré auparavant, tentant de les soutenir du mieux possible. Par ailleurs, elle est adepte de l’« écologie corporelle », un régime alimentaire qu’elle promeut et défend périodiquement lors d’entrevues,, et affirme avoir déjà pratiqué la méditation transcendantale pendant un temps, bien qu’elle n’ai pas trouvé ce procédé réellement « transcendant » sur elle-même. Aussi, elle surnomme affectueusement ses fans les « X’s »
Entre fin avril et début mai 2015, la première exposition temporaire au monde consacrée à son œuvre est aménagée au Centre Phi de Montréal,. Cette rétrospective incluait notamment une performance scénique, des installations multimédias interactives, une boutique éphémère et une expérience en annexe sur Internet.

## Discographie
La discographie d’Allie X se résume à deux albums studio (CollXtion II et Cape God), cinq maxis (ou EPs), quatre parutions indépendantes, dix-neuf singles, cinq collaborations, onze singles promotionnels, treize vidéoclips, quinze contributions et dix musiques de films.

### Albums studio
| Édition régulière | Édition régulière           | Édition régulière                                               | Édition régulière | Édition régulière | Édition régulière | Édition régulière | Édition régulière | Édition régulière | Édition régulière |
| No                | Titre                       | Producteur(s)                                                   | Durée             |                   |                   |                   |                   |                   |                   |
| ----------------- | --------------------------- | --------------------------------------------------------------- | ----------------- | ----------------- | ----------------- | ----------------- | ----------------- | ----------------- | ----------------- |
| 1.                | Paper Love                  | Alexandra Hughes, Michael Joseph Wise, Jordan Palmer, Billboard | 3:16              |                   |                   |                   |                   |                   |                   |
| 2.                | Vintage                     | Hughes, Wise, Palmer                                            | 3:38              |                   |                   |                   |                   |                   |                   |
| 3.                | Need You (avec Valley Girl) | Palmer                                                          | 3:22              |                   |                   |                   |                   |                   |                   |
| 4.                | Casanova                    | Wise, Palmer                                                    | 3:45              |                   |                   |                   |                   |                   |                   |
| 5.                | Lifted                      | Billboard, Wise, Palmer                                         | 3:14              |                   |                   |                   |                   |                   |                   |
| 6.                | Simon Says                  | Hughes, J Gramm                                                 | 3:36              |                   |                   |                   |                   |                   |                   |
| 7.                | Old Habits Die Hard         | Hughes, Billboard                                               | 3:41              |                   |                   |                   |                   |                   |                   |
| 8.                | That's So Us                | Billboard, Real Mind                                            | 3:35              |                   |                   |                   |                   |                   |                   |
| 9.                | Downtown                    | Cirkut                                                          | 3:57              |                   |                   |                   |                   |                   |                   |
| 10.               | True Love Is Violent        | Chris Braide, Palmer                                            | 3:31              |                   |                   |                   |                   |                   |                   |
| 33:35             |                             |                                                                 |                   |                   |                   |                   |                   |                   |                   |

| Édition régulière | Édition régulière                  | Édition régulière                                                | Édition régulière   | Édition régulière | Édition régulière | Édition régulière | Édition régulière | Édition régulière | Édition régulière |
| No                | Titre                              | Auteur                                                           | Producteur(s)       | Durée             |                   |                   |                   |                   |                   |
| ----------------- | ---------------------------------- | ---------------------------------------------------------------- | ------------------- | ----------------- | ----------------- | ----------------- | ----------------- | ----------------- | ----------------- |
| 1.                | Fresh Laundry                      | Alexandra Hughes, James Alan Ghaleb, Oscar Görres                | Görres              | 3:56              |                   |                   |                   |                   |                   |
| 2.                | Devil I Know                       | Hughes, Cara Salimando, Jens Duvsjö, Jonathan Percy Saxe, Görres | Görres, Duvchi      | 2:53              |                   |                   |                   |                   |                   |
| 3.                | Regulars                           | Hughes, Ghaleb, Görres                                           | Görres              | 3:42              |                   |                   |                   |                   |                   |
| 4.                | Sarah Come Home                    | Hughes                                                           | Görres              | 3:33              |                   |                   |                   |                   |                   |
| 5.                | Rings a Bell                       | Hughes, Ghaleb, Görres                                           | Görres              | 4:17              |                   |                   |                   |                   |                   |
| 6.                | June Gloom                         | Hughes, Ghaleb, Görres                                           | Görres              | 3:10              |                   |                   |                   |                   |                   |
| 7.                | Love Me Wrong (avec Troye Sivan)   | Hughes, Bram Inscore, Brett McLaughlin, Görres, Troye Sivan      | Görres              | 3:13              |                   |                   |                   |                   |                   |
| 8.                | Super Duper Party People           | Hughes, George Bezerra, Oliver Goldstein, Görres                 | Görres              | 3:49              |                   |                   |                   |                   |                   |
| 9.                | Susie Save Your Love (avec Mitski) | Hughes, Kyle Shearer, Mitsuki Laycock, Nate Company, Görres      | Görres, Valley Girl | 3:59              |                   |                   |                   |                   |                   |
| 10.               | Life of the Party                  | Hughes, Jack Louis Latham, Görres                                | Görres              | 3:31              |                   |                   |                   |                   |                   |
| 11.               | Madame X                           | Hughes, Leroy Clampitt, Görres, Simon Wilcox                     | Görres              | 3:30              |                   |                   |                   |                   |                   |
| 12.               | Learning in Public                 | Hughes, Ghaleb, Görres                                           | Görres              | 3:48              |                   |                   |                   |                   |                   |
| 43:15             |                                    |                                                                  |                     |                   |                   |                   |                   |                   |                   |

### EP
| Édition spéciale ou vinyle | Édition spéciale ou vinyle | Édition spéciale ou vinyle            | Édition spéciale ou vinyle | Édition spéciale ou vinyle | Édition spéciale ou vinyle | Édition spéciale ou vinyle | Édition spéciale ou vinyle | Édition spéciale ou vinyle | Édition spéciale ou vinyle |
| No                         | Titre                      | Producteur(s)                         | Durée                      |                            |                            |                            |                            |                            |                            |
| -------------------------- | -------------------------- | ------------------------------------- | -------------------------- | -------------------------- | -------------------------- | -------------------------- | -------------------------- | -------------------------- | -------------------------- |
| 1.                         | Hello                      | Alexandra Hughes, Michael Joseph Wise | 3:48                       |                            |                            |                            |                            |                            |                            |
| 2.                         | Catch                      | Hughes, Wise                          | 3:45                       |                            |                            |                            |                            |                            |                            |
| 3.                         | Prime                      | Hughes, Wise                          | 4:13                       |                            |                            |                            |                            |                            |                            |
| 4.                         | Tumor                      | Hughes, Billboard                     | 3:08                       |                            |                            |                            |                            |                            |                            |
| 5.                         | Bitch                      | Hughes, Julian Gramma                 | 3:27                       |                            |                            |                            |                            |                            |                            |
| 6.                         | Good                       | Hughes, Billboard                     | 4:13                       |                            |                            |                            |                            |                            |                            |
| 7.                         | Sanctuary                  | Hughes, Jonas Jeberg                  | 4:39                       |                            |                            |                            |                            |                            |                            |
| 8.                         | Never Enough (titre bonus) | Hughes, Wise                          | 3:58                       |                            |                            |                            |                            |                            |                            |
| 27:13                      |                            |                                       |                            |                            |                            |                            |                            |                            |                            |

| Édition standard | Édition standard             | Édition standard                      | Édition standard | Édition standard | Édition standard | Édition standard | Édition standard | Édition standard | Édition standard |
| No               | Titre                        | Producteur(s)                         | Durée            |                  |                  |                  |                  |                  |                  |
| ---------------- | ---------------------------- | ------------------------------------- | ---------------- | ---------------- | ---------------- | ---------------- | ---------------- | ---------------- | ---------------- |
| 1.               | Catch                        | Alexandra Hughes, Michael Joseph Wise | 3:45             |                  |                  |                  |                  |                  |                  |
| 2.               | Never Enough                 | Hughes, Wise                          | 3:58             |                  |                  |                  |                  |                  |                  |
| 3.               | Prime                        | Hughes, Wise                          | 4:13             |                  |                  |                  |                  |                  |                  |
| 4.               | Catch (remixé par Kat Krazy) | Ben Preston                           | 3:44             |                  |                  |                  |                  |                  |                  |
| 14:60            |                              |                                       |                  |                  |                  |                  |                  |                  |                  |

| Édition standard | Édition standard  | Édition standard                      | Édition standard | Édition standard | Édition standard | Édition standard | Édition standard | Édition standard | Édition standard |
| No               | Titre             | Producteur(s)                         | Durée            |                  |                  |                  |                  |                  |                  |
| ---------------- | ----------------- | ------------------------------------- | ---------------- | ---------------- | ---------------- | ---------------- | ---------------- | ---------------- | ---------------- |
| 1.               | Too Much to Dream | Alexandra Hughes, Michael Joseph Wise | 3:17             |                  |                  |                  |                  |                  |                  |
| 2.               | Purge             | Hughes                                | 3:28             |                  |                  |                  |                  |                  |                  |
| 3.               | All the Rage      | Hughes, Wise                          | 3:06             |                  |                  |                  |                  |                  |                  |
| 4.               | Casanova          | Hughes, Wise                          | 3:22             |                  |                  |                  |                  |                  |                  |
| 5.               | That’s So Us      | Hughes, Billboard                     | 3:36             |                  |                  |                  |                  |                  |                  |
| 6.               | Misbelieving      | Hughes, Wise                          | 2:51             |                  |                  |                  |                  |                  |                  |
| 7.               | Alexandra         | Hughes, Wise                          | 3:44             |                  |                  |                  |                  |                  |                  |
| 22:04            |                   |                                       |                  |                  |                  |                  |                  |                  |                  |

| Édition standard | Édition standard       | Édition standard | Édition standard | Édition standard | Édition standard | Édition standard | Édition standard | Édition standard | Édition standard |
| No               | Titre                  | Durée            |                  |                  |                  |                  |                  |                  |                  |
| ---------------- | ---------------------- | ---------------- | ---------------- | ---------------- | ---------------- | ---------------- | ---------------- | ---------------- | ---------------- |
| 1.               | Super Sunset Intro     | 0:37             |                  |                  |                  |                  |                  |                  |                  |
| 2.               | Not So Bad In LA       | 2:51             |                  |                  |                  |                  |                  |                  |                  |
| 3.               | Little Things          | 3:08             |                  |                  |                  |                  |                  |                  |                  |
| 4.               | Science                | 3:56             |                  |                  |                  |                  |                  |                  |                  |
| 5.               | Girl Of The Year       | 3:44             |                  |                  |                  |                  |                  |                  |                  |
| 6.               | Super Sunset Interlude | 0:37             |                  |                  |                  |                  |                  |                  |                  |
| 7.               | Can't Stop Now         | 3:03             |                  |                  |                  |                  |                  |                  |                  |
| 8.               | Focus                  | 3:47             |                  |                  |                  |                  |                  |                  |                  |
| 21:40            |                        |                  |                  |                  |                  |                  |                  |                  |                  |

| Édition standard | Édition standard                   | Édition standard | Édition standard | Édition standard | Édition standard | Édition standard | Édition standard | Édition standard | Édition standard |
| No               | Titre                              | Durée            |                  |                  |                  |                  |                  |                  |                  |
| ---------------- | ---------------------------------- | ---------------- | ---------------- | ---------------- | ---------------- | ---------------- | ---------------- | ---------------- | ---------------- |
| 1.               | Not So Bad in La - Analog Version  | 2:57             |                  |                  |                  |                  |                  |                  |                  |
| 2.               | Little Things - Analog Version     | 3:12             |                  |                  |                  |                  |                  |                  |                  |
| 3.               | Science - Analog Version           | 4:08             |                  |                  |                  |                  |                  |                  |                  |
| 4.               | Girl of the Year - Analog Version  | 3:32             |                  |                  |                  |                  |                  |                  |                  |
| 5.               | Focus - Analog Version             | 3:59             |                  |                  |                  |                  |                  |                  |                  |
| 6.               | Can't Stop Now - Digital Concert   | 3:03             |                  |                  |                  |                  |                  |                  |                  |
| 7.               | Science - Digital Concert          | 3:57             |                  |                  |                  |                  |                  |                  |                  |
| 8.               | Girl of the Year - Digital Concert | 3:46             |                  |                  |                  |                  |                  |                  |                  |
| 9.               | Little Things - Digital Concert    | 3:11             |                  |                  |                  |                  |                  |                  |                  |
| 31:43            |                                    |                  |                  |                  |                  |                  |                  |                  |                  |

### Parutions indépendantes
|  | Ce bandeau coloré indique que l’album est inédit |

| Titre                 | Détails de l’album                                                                    |
| --------------------- | ------------------------------------------------------------------------------------- |
| Waiting for the Prize | - Nom de scène : Allie Hughes - Sortie : 2006 - Formats : CD                          |
| Ladies and Gentlemen  | - Nom de scène : Allie Hughes - Sortie : 2008 - Format : CD, téléchargement numérique |
| Allie Hughes (EP)     | - Nom de scène : Allie Hughes - Sortie : 2010 - Format : CD, téléchargement numérique |
| The Hard Way          | - Nom de scène : Allie Hughes - Sortie : initialement prévue en 2011                  |
| Allie X Andra (EP)    | - Nom de scène : ALX (groupe) - Sortie : 2012 - Format : CD, téléchargement numérique |

### Singles
| Titre                             | Année | Meilleure position | Album            |
| Titre                             | Année | CAN                | Album            |
| --------------------------------- | ----- | ------------------ | ---------------- |
| Catch (en),                       | 2014  | 55                 | CollXtion I (EP) |
| Prime                             | 2014  | —                  | CollXtion I (EP) |
| Bitch                             | 2014  | —                  | CollXtion I (EP) |
| Never Enough                      | 2015  | —                  | Catch (EP)       |
| Too Much to Dream                 | 2016  | —                  | Ʉnsolved (EP)    |
| All the Rage                      | 2016  | —                  | Ʉnsolved (EP)    |
| That’s So Us (démo)               | 2016  | —                  | Ʉnsolved (EP)    |
| Paper Love                        | 2017  | —                  | CollXtion II     |
| Need You                          | 2017  | —                  | CollXtion II     |
| Focus                             | 2018  | —                  | Super Sunset     |
| Not So Bad In LA                  | 2018  | —                  | Super Sunset     |
| Science                           | 2018  | —                  | Super Sunset     |
| Little Things                     | 2018  | —                  | Super Sunset     |
| Girl Of The Year                  | 2018  | —                  | Super Sunset     |
| Can't Stop Now                    | 2018  | —                  | Super Sunset     |
| Last Xmas                         | 2018  | —                  | NC               |
| Devil I Know                      | 2020  | —                  | Cape God         |
| Super Duper Party People          | 2020  | —                  | Cape God         |
| Downtown (2020) (avec Della Casa) | 2020  | —                  | NC               |
| GLAM!                             | 2021  | —                  | NC               |

### Collaborations
| Titre                                       | Année | Album                         |
| ------------------------------------------- | ----- | ----------------------------- |
| One Day and One Night (par Thomas)          | 2009  | Self Help (EP)                |
| Civil War (par les FRENSHIP)                | 2014  | Titre(s) inédit(s)            |
| Intervention (par les Chainsmokers)         | 2015  | Titre(s) inédit(s)            |
| Paradise (par Chancellor Warhol et Esthero) | 2016  | Until the Light Takes Me (EP) |
| Shadow (par Vicetone)                       | 2020  | NC                            |

### Singles promotionnels
| Titre                            | Année | Album                 |
| -------------------------------- | ----- | --------------------- |
| Sanctuary                        | 2015  | CollXtion I (EP)      |
| Old Habits Die Hard (démo)       | 2016  | Single à part entière |
| Purge                            | 2016  | Ʉnsolved (EP)         |
| Casanova (acoustique)            | 2016  | Ʉnsolved (EP)         |
| Alexandra                        | 2016  | Ʉnsolved (EP)         |
| Misbelieving                     | 2016  | Ʉnsolved (EP)         |
| Casanova                         | 2017  | CollXtion II          |
| Fresh Laundry                    | 2019  | Cape God              |
| Rings a Bell                     | 2019  | Cape God              |
| Regulars                         | 2019  | Cape God              |
| Love Me Wrong (avec Troye Sivan) | 2019  | Cape God              |

### Clips vidéo
| Chanson                          | Année | Réalisateur(s)            |
| -------------------------------- | ----- | ------------------------- |
| I Will Love You More             | 2012  | Jeff Scheven              |
| Tongue Tied                      | 2013  | NC                        |
| Bitch                            | 2014  | George Pimentel           |
| Catch                            | 2015  | Jérémie Saindon           |
| Sanctuary                        | 2015  | NC                        |
| Sanctuary (acoustique)           | 2015  | Centre Phi                |
| Bitch (Foxtrott (en) Remix)      | 2016  | Centre Phi                |
| Too Much to Dream                | 2016  | Jungle George             |
| All the Rage (acoustique)        | 2016  | Jungle George             |
| Casanova (acoustique)            | 2016  | Jungle George             |
| All the Rage                     | 2016  | Jungle George Maluko Haus |
| Old Habits Die Hard (acoustique) | 2016  | Taylor Heres              |
| That’s So Us (acoustique)        | 2016  | Mitch Fillion             |
| Too Much to Dream (acoustique)   | 2016  | NC                        |
| Paper Love (acoustique)          | 2017  | Charlene A. Bagcal        |
| Casanova (avec Vérité)           | 2017  | India Sleem               |
| Not So Bad In LA                 | 2018  | NC                        |
| Fresh Laundry                    | 2019  | Ssion                     |
| Regulars                         | 2019  | Ssion                     |

### Autres contributions
|  | Ce bandeau coloré indique que la chanson est inédite |

| Titre                                                                                | Album                 | Artiste              | Année | Notes                 |
| ------------------------------------------------------------------------------------ | --------------------- | -------------------- | ----- | --------------------- |
|                                                                                      | Broughtupsy           | Bonjay               | 2010  | Chœurs et/ou écriture |
|                                                                                      | Steven McKay (EP)     | Steven McKay         | 2010  | Chœurs et/ou écriture |
|                                                                                      | All These Fires       | Huddle               | 2011  | Chœurs et/ou écriture |
| Coastal Lines                                                                        | Paradise Animals (EP) | Paradise Animals     | 2012  | Chœurs et/ou écriture |
|                                                                                      | Perpetual Surrender   | Diana (en)           | 2013  | Chœurs et/ou écriture |
| - However Long - Last Song for the Summer Hideaway                                   | You Gots 2 Chill      | Brendan Canning (en) | 2013  | Chœurs et/ou écriture |
|                                                                                      | Ephemeral             | Rich Aucoin (en)     | 2014  | Chœurs et/ou écriture |
| You’ll Find Your Home                                                                | Moonlight             | Katya                | 2014  | Écriture              |
| Don’t Wake Me Up                                                                     | —                     | John West (en)       | 2014  | Écriture              |
| Coming Back Around                                                                   | —                     | Ferras               | 2015  | Écriture              |
| Glamazonian Airways                                                                  | —                     | Lucian Piane         | 2015  | Écriture et chant     |
| - Talk Me Down (en) - Youth - Lost Boy - For Him. - Suburbia - Bite - Swimming Pools | Blue Neighbourhood    | Troye Sivan          | 2015  | Écriture et/ou chœurs |
| The Baddest Bitches in Herstory                                                      | —                     | Lucian Piane         | 2016  | Écriture et chant     |
| Moonlight (달빛)                                                                     | Don't Say No (EP)     | Seohyun              | 2017  | Écriture              |
| Heavy Love                                                                           | Places (en)           | Lea Michele          | 2017  | Écriture              |
| Ugly                                                                                 | —                     | Jaira Burns          | 2017  | Écriture              |
| Mattress                                                                             | —                     | Leland               | 2017  | Écriture              |

### Musiques de films et projets connexes
| Titre | Année | Notes                                                                                           |
| --- | ----- | ----------------------------------------------------------------------------------------------- |
| Lay Your Hands on Me                                                                                        | 2008  | Chanson originale interprétée dans le cadre de son apparition dans Ma vie de star               |
| | 2010  | Bande originale du court métrage The Haymaker de Daniel D’Alimonte                              |
| - It's Good/Yes, I Do - Neighbour - Folks - Meet Cute/Good Riddance - Boys in My Class (How to Draw a Face) | 2010  | Interprétations réalisées lors du cycle de mélodies Biggish Kids, mis en scène par Bram Gielen  |
| — | 2012  | Chanson écrite pour le court métrage Lullaby for Lucious and Sumat d’Alvin Campaña              |
| — | 2012  | Chanson écrite pour le court métrage Forced Fantasy de John Titley                              |
| Roll the Dice                                                                                               | 2013  | Chansons écrites pour le court métrage Megan Dirt de Daniel D’Alimonte                          |
| Broken | 2013  | Chansons écrites pour le court métrage Megan Dirt de Daniel D’Alimonte                          |
| — | 2013  | Chanson écrite pour le court métrage Whacked d’Alexander Asefa                                  |
| Marching Song                                                                                               | 2014  | Chanson écrite pour le long métrage Bang Bang Baby (en) de Jeffrey St. Jules (en)               |
| Bitch | 2015  | Chanson incluse dans la bande originale du long métrage Closet Monster de Stephen Dunn          |
| Leila | 2016  | Chanson écrite pour le court métrage A Bicycle Lesson de Renuka Jeyapalan                       |
| Reborn | 2016  | Chanson initialement écrite pour la bande originale du long métrage Suicide Squad de David Ayer |

## Tournées
Tête d’affiche
- 2015 : Doing X Tour

- 2017 : The CollXtion II Tour

- 2021[Note 6] : Cape God Tour (de nouvelles dates pas encore annoncées)

Première partie
- 2016 : Troye Sivan — Blue Neighbourhood Tour (en)
- 2019 : MARINA  —  Love + Fear Tour (en)

## Filmographie
Sauf indication contraire, les informations mentionnées dans cette section peuvent être confirmées par la base de données cinématographiques IMDb,  présente dans la section « Liens externes ».
| Rôles à la télévision | Rôles à la télévision                       | Rôles à la télévision        | Rôles à la télévision                                                             |
| Année                 | Titre                                       | Rôle                         | Notes                                                                             |
| --------------------- | ------------------------------------------- | ---------------------------- | --------------------------------------------------------------------------------- |
| 2008                  | Ma vie de star                              | Godiva                       | Apparition dans le cinquième épisode de la quatrième saison                       |
| 2008                  | How Do You Solve a Problem Like Maria? (en) | Participante                 | Émission télévisée                                                                |
| 2009                  | Les Vies rêvées d'Erica Strange             | Seconde demoiselle d’honneur | Apparition dans le sixième épisode de la première saison                          |
| 2009                  | Triple Sensation (en)                       | Participante                 | Émission télévisée                                                                |
| 2011                  | Jessica King                                | Une vendeuse                 | Apparition dans le huitième épisode de la première saison                         |
| 2015                  | RuPaul's Drag Race                          | Voix uniquement              | Chant et chœurs en présonorisation dans le deuxième épisode de la septième saison |
| 2016                  | The Ellen Show                              | Pianiste et choriste         | Apparition lors de la performance scénique de Youth avec Troye Sivan              |
| 2016                  | RuPaul's Drag Race: All Stars               | Voix uniquement              | Chant en présonorisation dans le troisième épisode de la deuxième saison          |
| 2020                  | Canada's Drag Race                          | Juge invitée                 | Apparition dans le septième épisiode de la première saison                        |